# Damat Mehmed Ali Pascià
Damat Mehmed Ali Pascià (Hemşin, 1813 – Costantinopoli, 1868) è stato un politico e diplomatico ottomano.
Ha servito come Gran visir dal 3 ottobre 1852 al 14 maggio 1853, alla vigilia della guerra di Crimea. Insieme a Fuad Pascià, Mehmed Emin Âli Pascià e Mustafa Reşid Pascià, è stato uno dei principali riformatori del periodo Tanzimat.
Mehmed Ali è nato a Hemşin, una città lungo la costa del Mar Nero della Turchia ed era di discendenza etnica Hemşin. Era il figlio di un negoziante di Istanbul e ha lavorato nell'ufficio di traduzione dell'Impero Ottomano prima di essere nominato ambasciatore ottomano nel Regno Unito all'età di 26 anni. Ha sposato la principessa Adile Sultan, figlia del sultano Mahmud II, diventando così  "Damat" (in turco: sposo) della dinastia ottomana. Ebbe da lei tre figlie e un figlio, di cui solo una, Hayriye Hanimsultan, sopravvisse.